# Свети Павел (Света гора)
Вижте пояснителната страница за други значения на Свети Павел.
„Свети Павел“ (на гръцки: Μονή Αγίου Παύλου) е един от 20-те православни манастира на Света гора, 14-и поред в манастирската йерархия. Намира се в югозападната част на полуострова.

## История
Манастирът е основан е през X век от свети Павел Ксиропотамски. За неговото съществуване се споменава за пръв път в документи от 972 г. След 1108 г. манастирът приема името „Свети Павел“.
През многовековното си съществуване манастирът е разрушаван многократно и претърпява множество промени и преустройства. През ХІV век манастирът за известно време е изоставен, но с помощта и покровителството на византийските императори Йоан V Палеолог и Йоан VII Палеолог, и на сръбските князе Георги Бранкович и Лазар Хребелянович е обновен и възстановен. Сред благодетелите на манастира са и много румънски и гръцки първенци.
След падането на Византия в него се заселват предимно славянски монаси. Манастирът процъфтява до ХVІІ век, но през ХVІІІ век започва упадък, причинен от постоянния недостиг на средства в резултат на тежкото данъчно облагане от страна на турските власти, и еврейско лихварство. В края на ХVІІІ и началото на ХІХ век, с помощта на свещеника Григориос и архимандрит Антимос Комнинос, манастирът е възстановен и е в състояние да изплати дълговете си.
Английският пътешественик Робърт Кързън пише, че през 1837 година в манастирската библиотека има около 200 сръбски и български ръкописи и отбелязва, че те не представляват особена ценност за игумена. Кързън получава като подарък Лондонското и Видинското евангелие.
Последните сериозни изпитания за манастира са големият пожар през 1902 г. и наводненията през 1911 г. Манастирът е изграден във формата на четириъгълник, ограден с високи каменни стени.

## Католикон
Главният храм на манастира е посветен на Сретение Господне, построен наново през 1839 – 1844 г. Той е изцяло с мраморна облицовка, а дърворезбата на иконостаса в храма е образец на атонската школа. През ХІХ и ХХ век храмът претърпява множество ремонти и допълнения. Северната част на манастира е построена през ХV век, а нейната отбранителна кула датира от ХVІ век. Манастирът има 12 параклиса, сред които параклисът „Свети Георги“ е най-старата сграда в манастира, и е украсен с ценни стенописи, дело на майстори от критската школа от 1555 г.
В наши дни в манастира постоянно живеят 30 гръцки монаси.

## Ценности и реликви
Сред манастирските реликви са частица от Животворния кръст, частици от мощите на светците Григорий Богослов, Максим Изповедник, Калиник Киликийски, Василий Велики, главата на свети Теодор Александрийски и други.
В библиотеката на манастира се съхраняват 494 ръкописи и около 12 000 печатни книги.

## Скитове
На манастира са подчинени два монашески идиоритмични скита: Лакоскит, обитаван от румънски монаси и Неаскит, населен с гръцки монаси.